# Chrysogorgia chryseis
Chrysogorgia chryseis is een zachte koraalsoort uit de familie Chrysogorgiidae. De koraalsoort komt uit het geslacht Chrysogorgia. Chrysogorgia chryseis werd in 1988 voor het eerst wetenschappelijk beschreven door Bayer & Stefani.